# Schärding
Schärding, város Felső-Ausztriában a Pram és az Inn egybefolyásánál, 313 méter magasságban fekvő járási székhely.
Közigazgatási területe öt településrészt foglal magába:
- Allerheiligen
- Brunnwies
- Kreuzberg
- Schärding Innere Stadt
- Schärding Vorstadt

## Fekvése
A bajor határon fekvő település. Közvetlenül szemben a bajor oldalon Neuhaus am Inn található, amellyel híd köti össze.

## Története

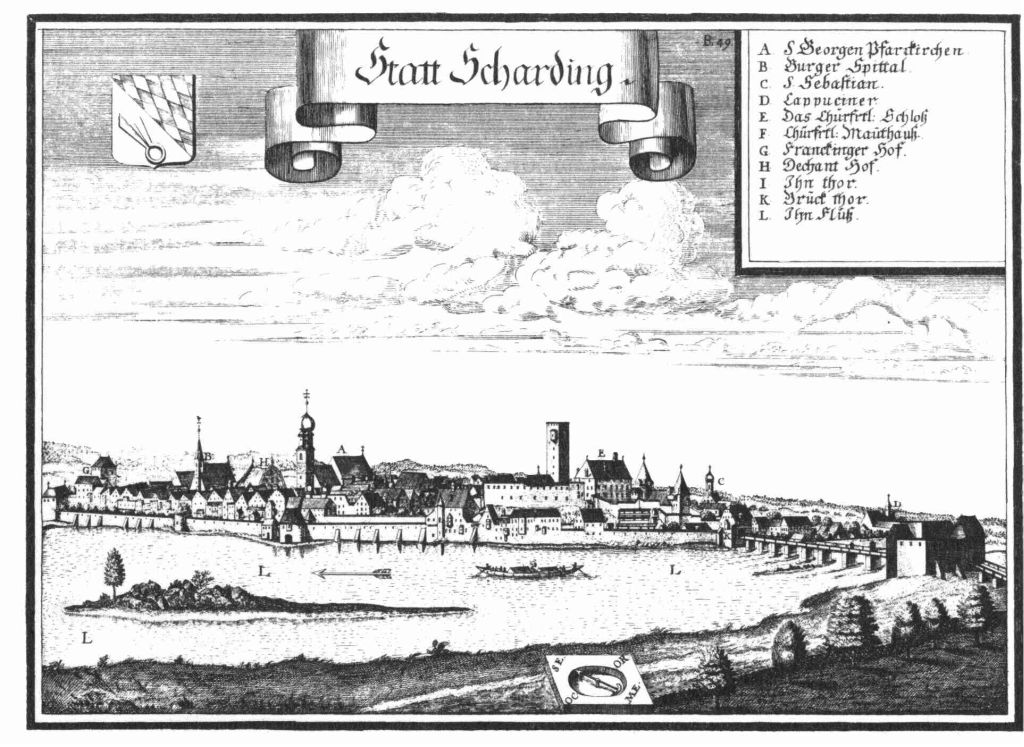
Schärding egy régi rajzon

Középkori eredetű város, mely 800-ban már jelentős településnek számított.  A város hol bajor, hol osztrák fennhatóság alá tartozott, majd sok határvita után1779-ben került véglegesen osztrák kézbe.
A városkának két központi főtere is van, mindkettőt lendületes oromzatú barokk és reneszánsz épületek szegélyezik.
A Felső főtéren (Oberplatz) egy modern, igen kifejező 1933-ban készült Szt. Kristóf kút vonja magára a figyelmet, az Alsó főtéren (Unterer platz) áll a városháza, előtte az 1603-ból való Szt. György kúttal. Az óváros körül láthatók a régi, középkori erődítmény maradványai három szép városkapuval: a linzi, a passaui és a vízi kaput, melyek ma is teljes épségükben állnak. Áll még a régi schärdingi vár néhány fala is. A várkapu terjedelmes épületében rendezték be a Heimatmuseumot, benne várostörténeti, cégtörténeti néprajzi és fegyvergyűjteménnyel.
A városnak négy középkori eredetű temploma is van, melyek közül a legkiválóbb és legrégebbi a St. Georg templom (1350; majd 1720-ban átalakítva), melynek márvány oltára különösen érdekes.
Az Inn folyó fölött emelkedő gránitsziklák környékén pedig szép várkert látható.

## Nevezetességek
- Városkapuk
- St. Georg templom
- Heimatmuseum

## Galéria

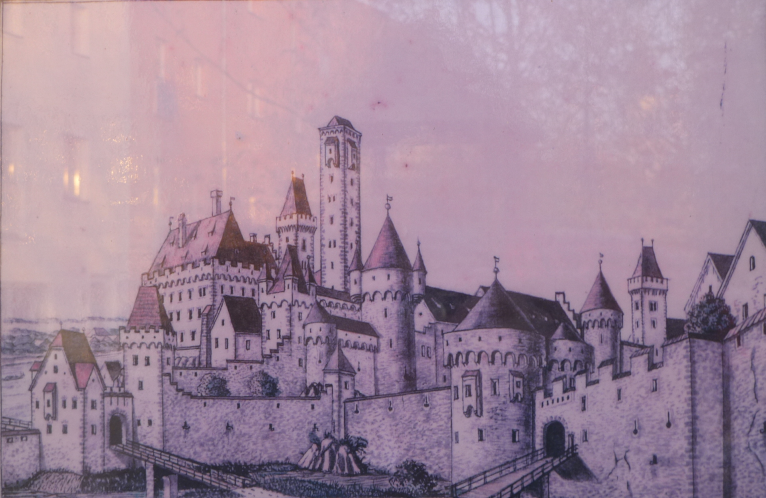
Az egykori vár
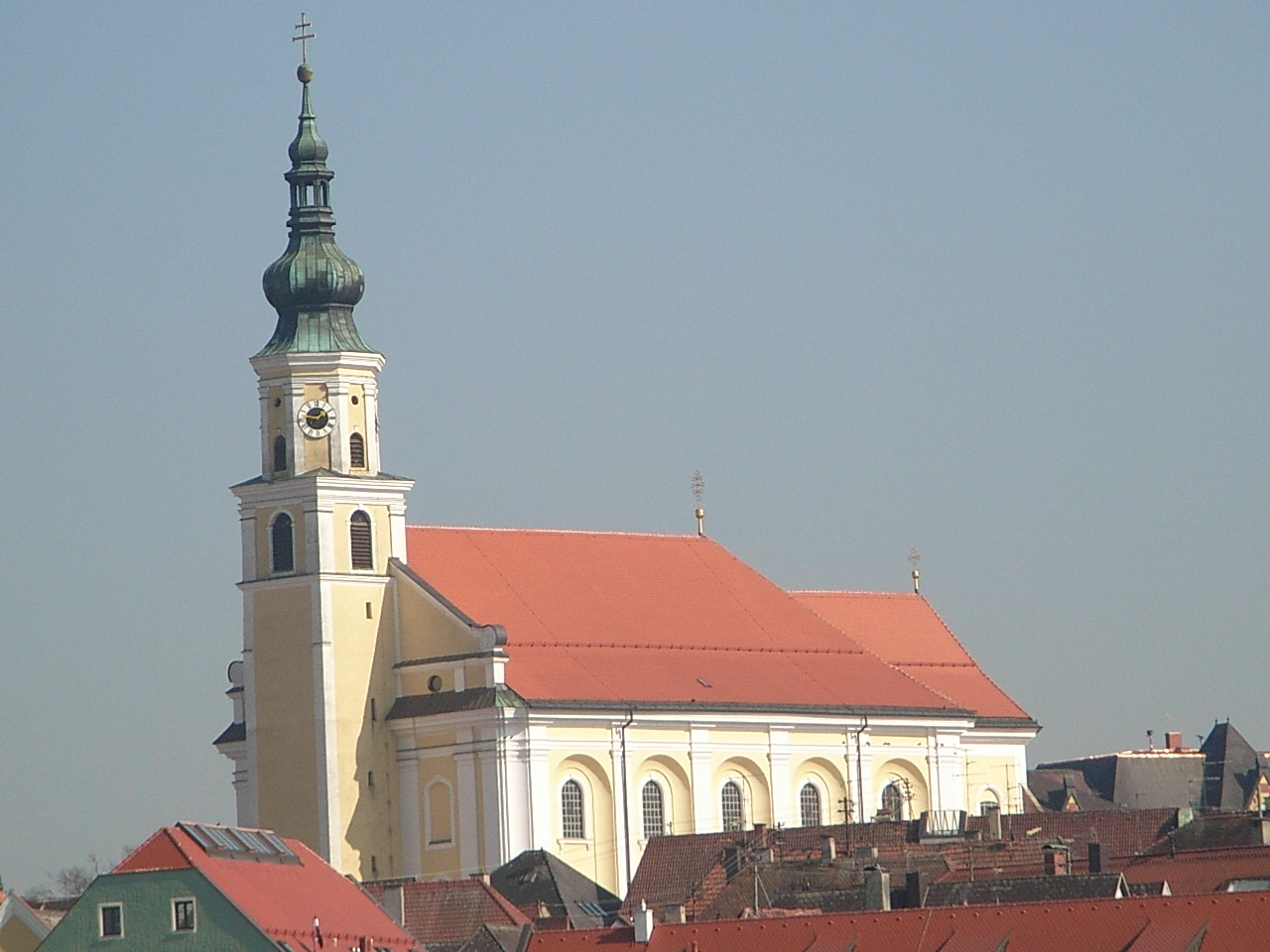
St. Georg templom
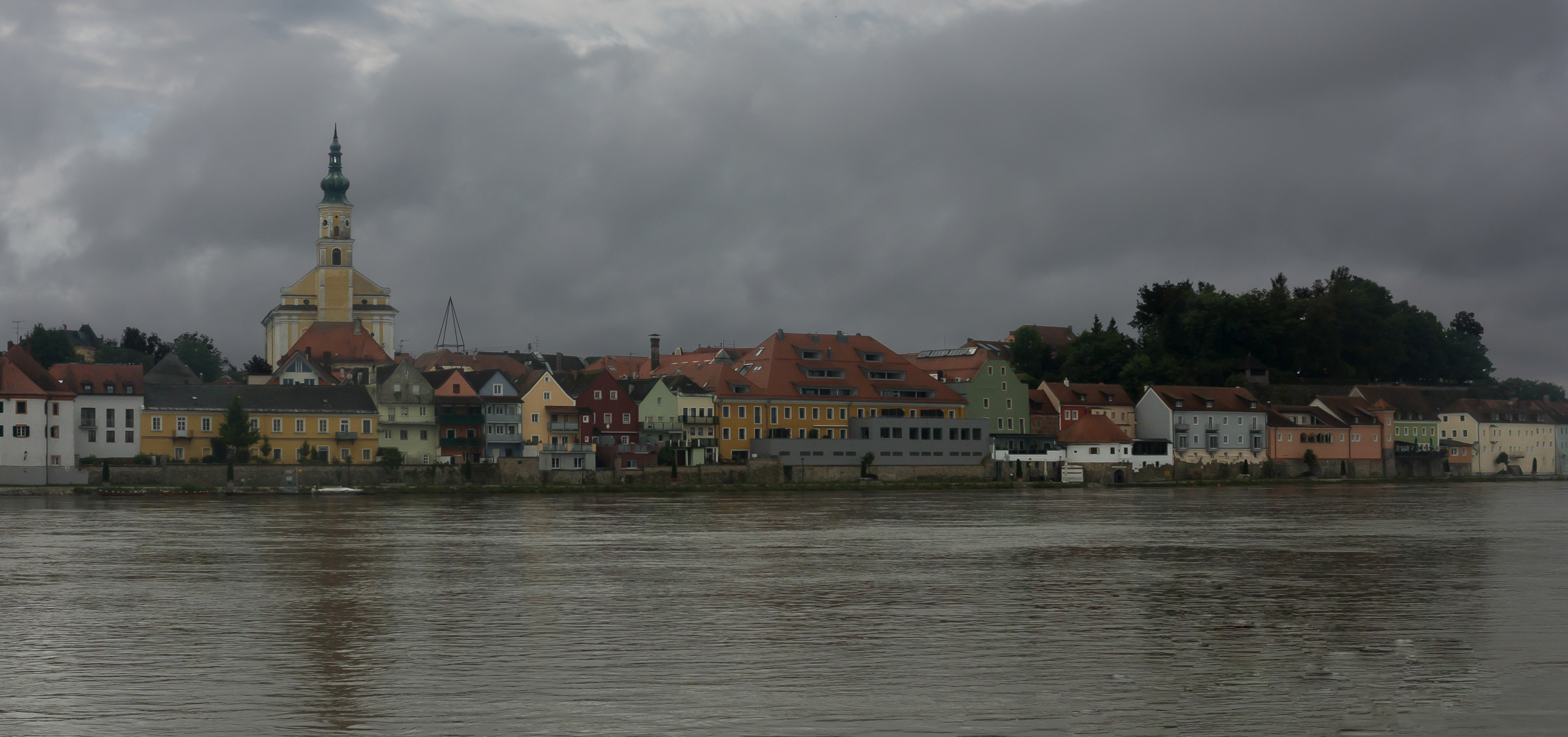
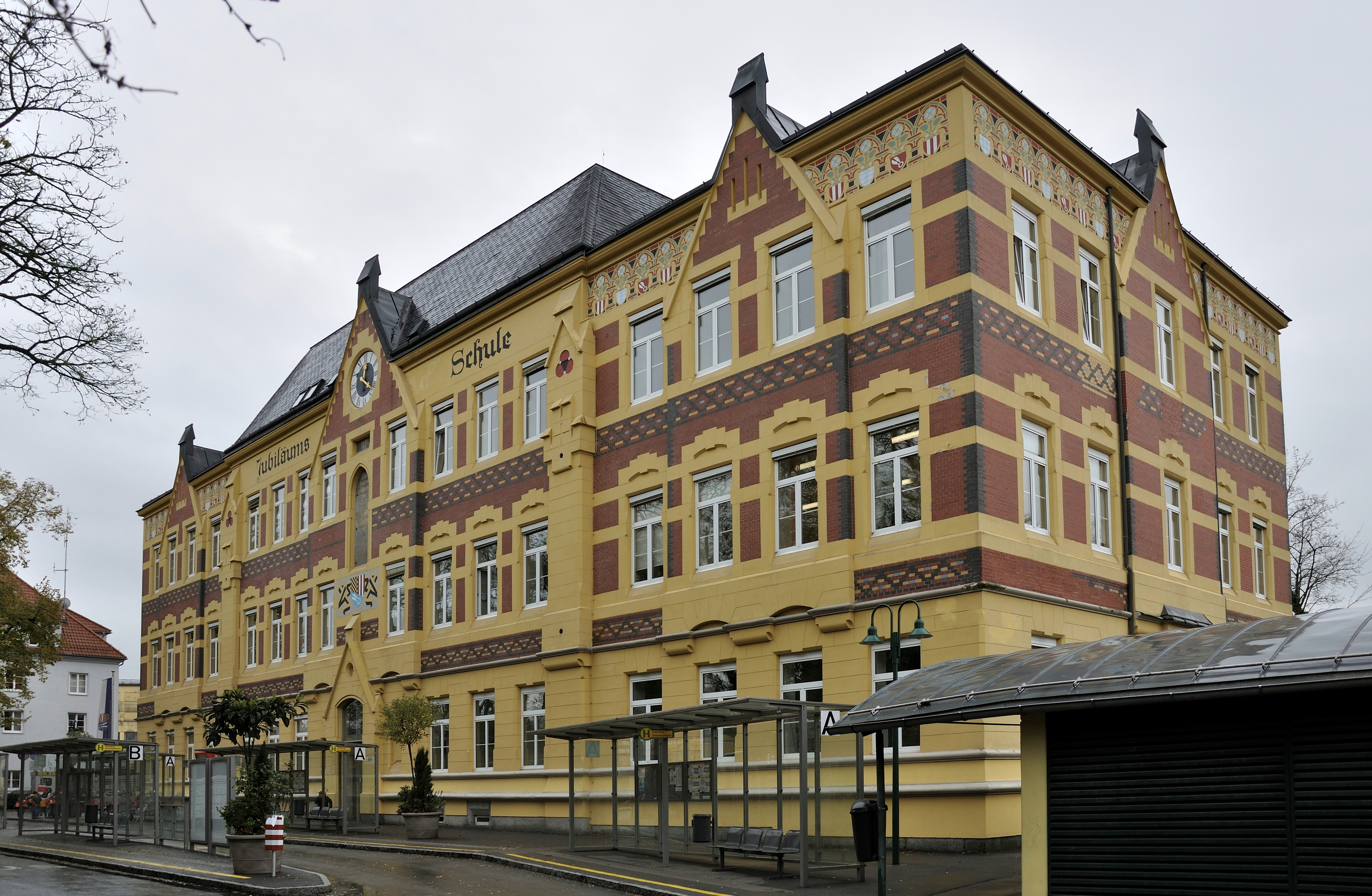
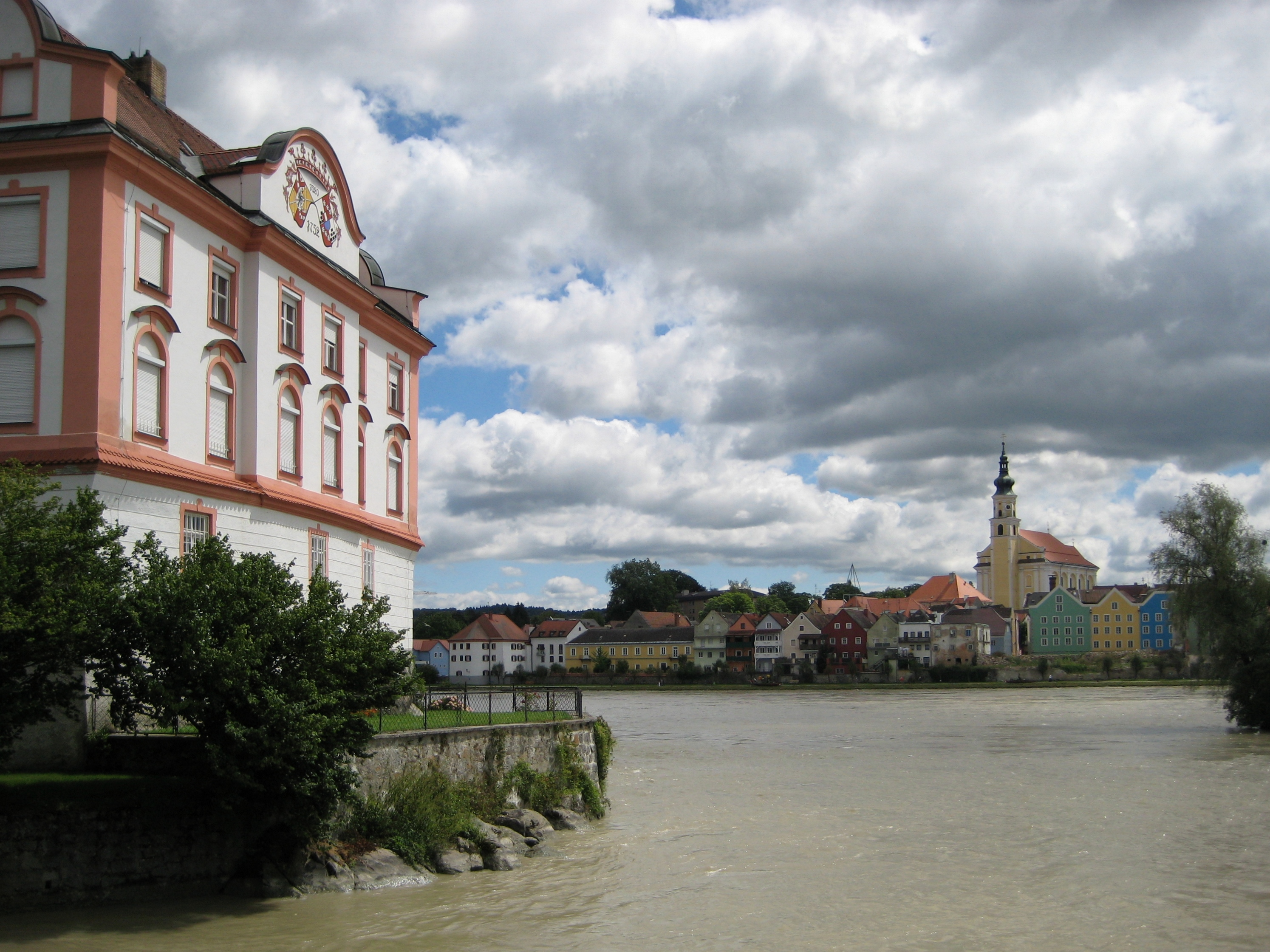
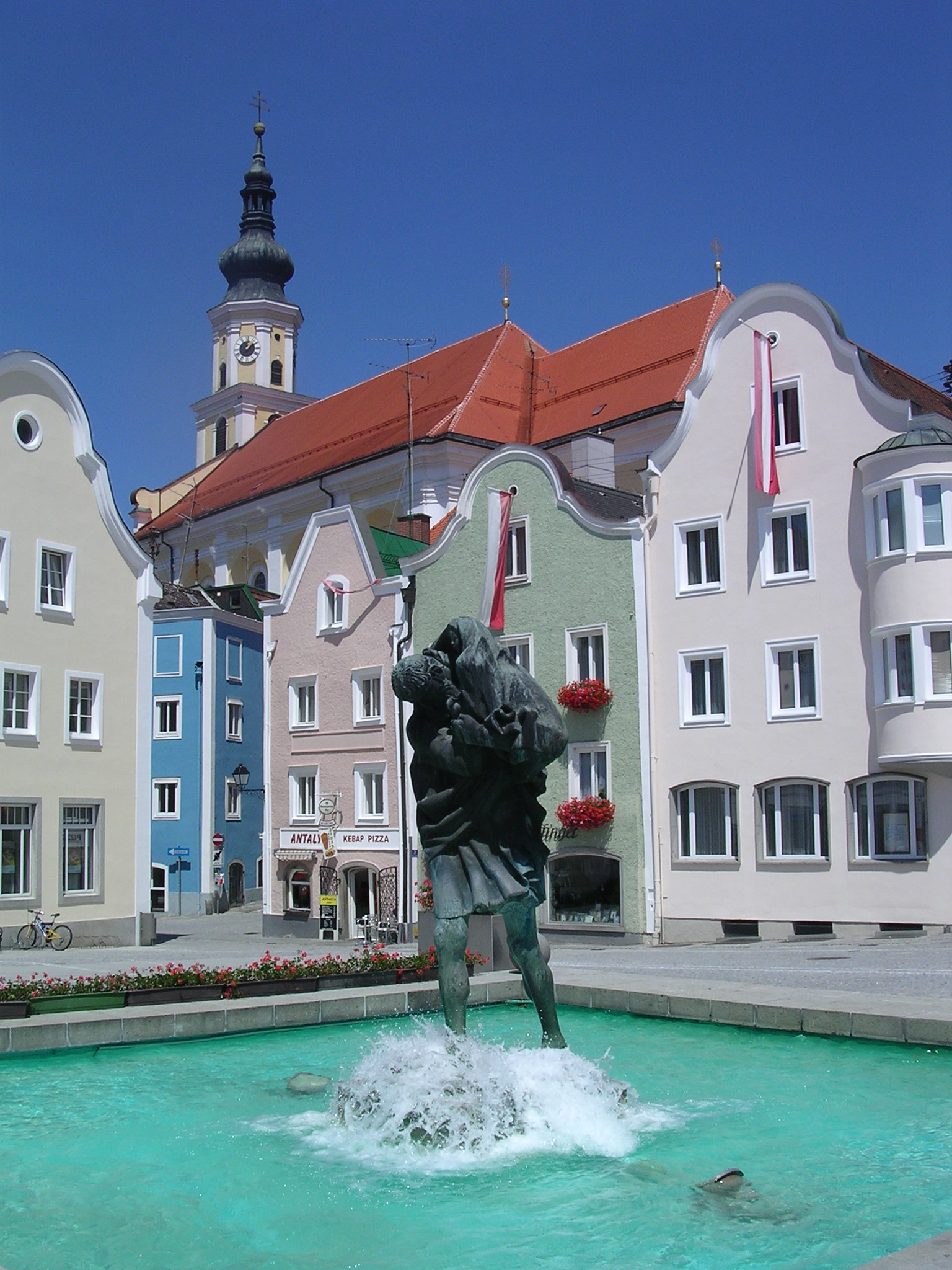
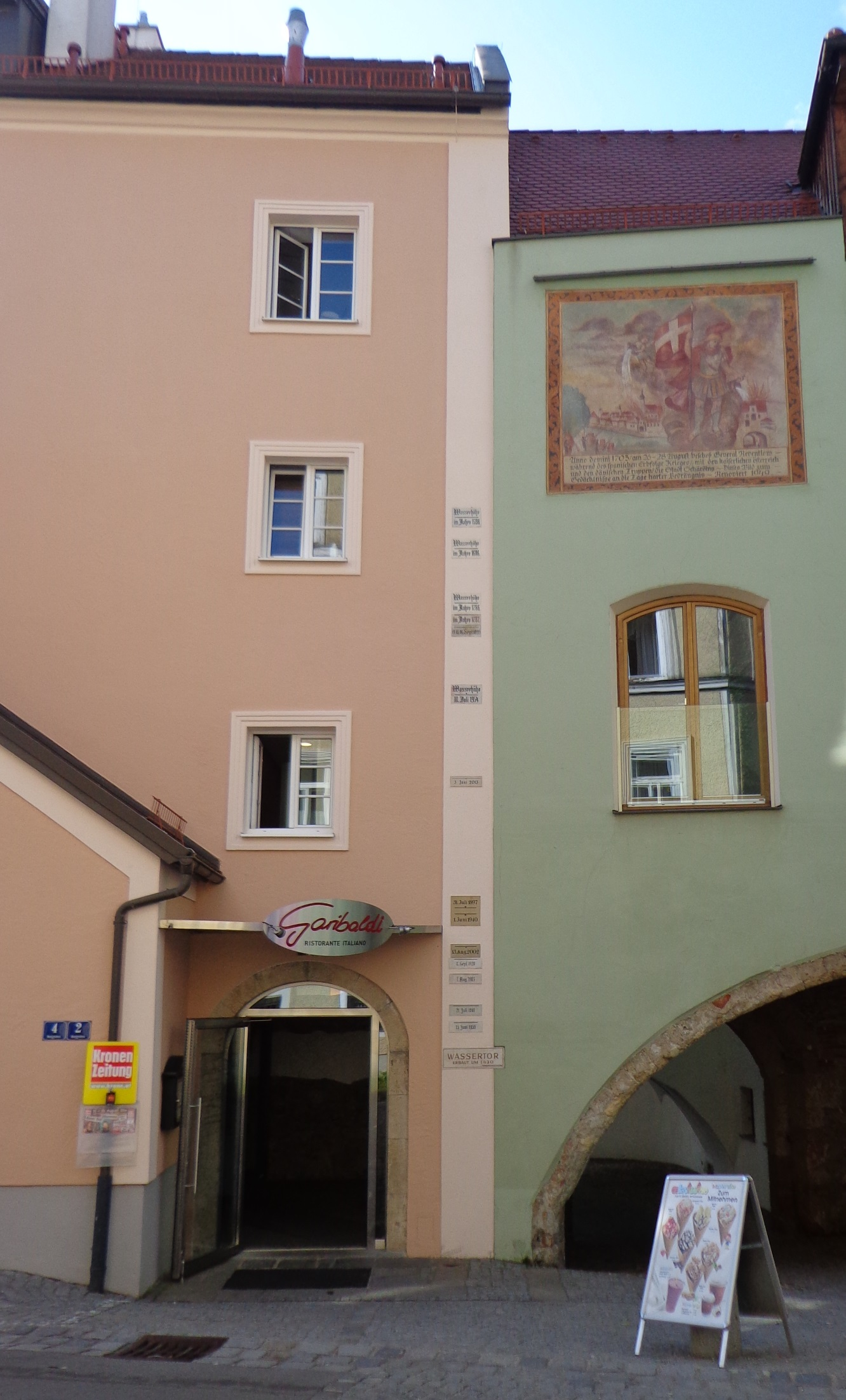
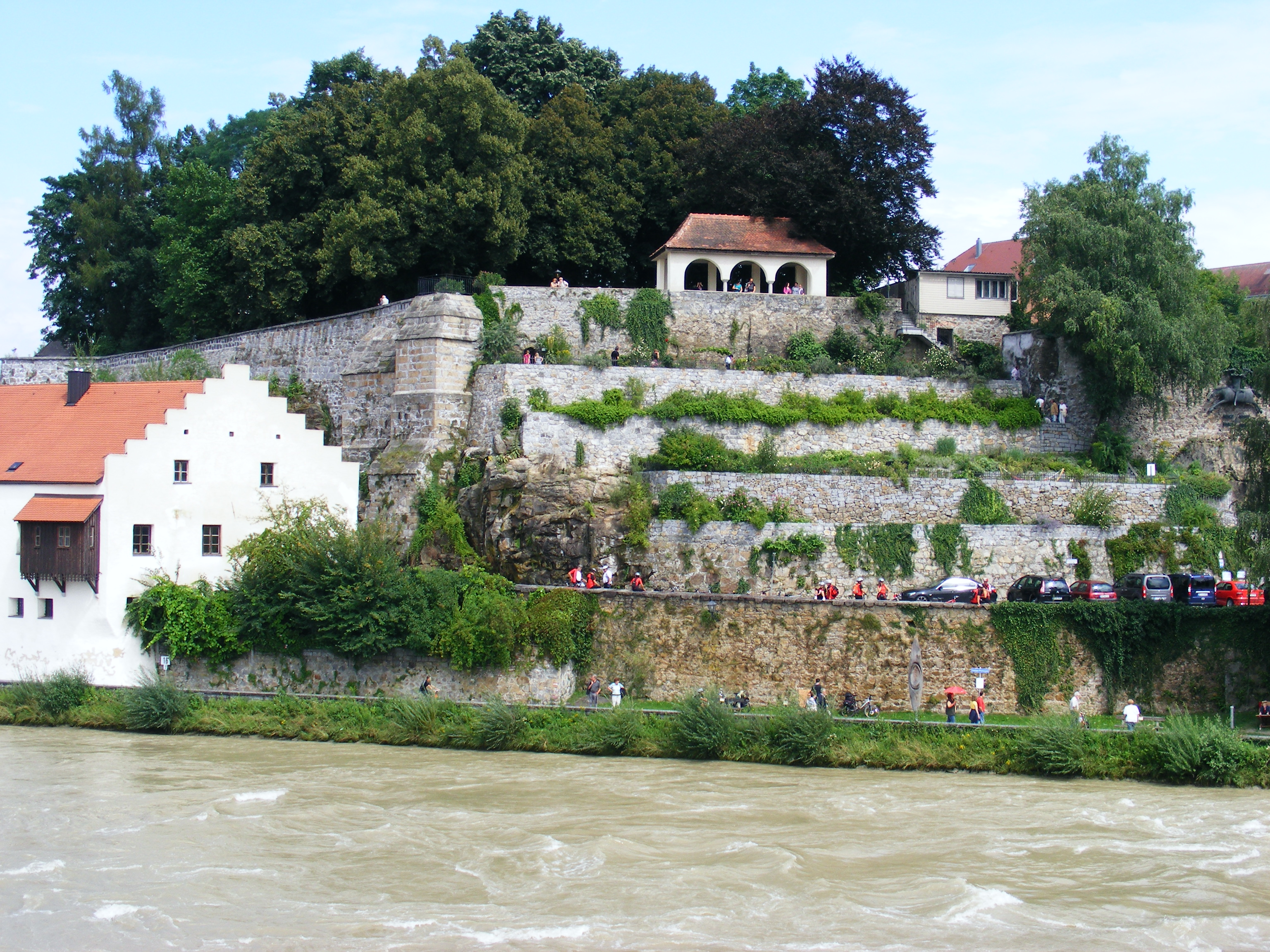
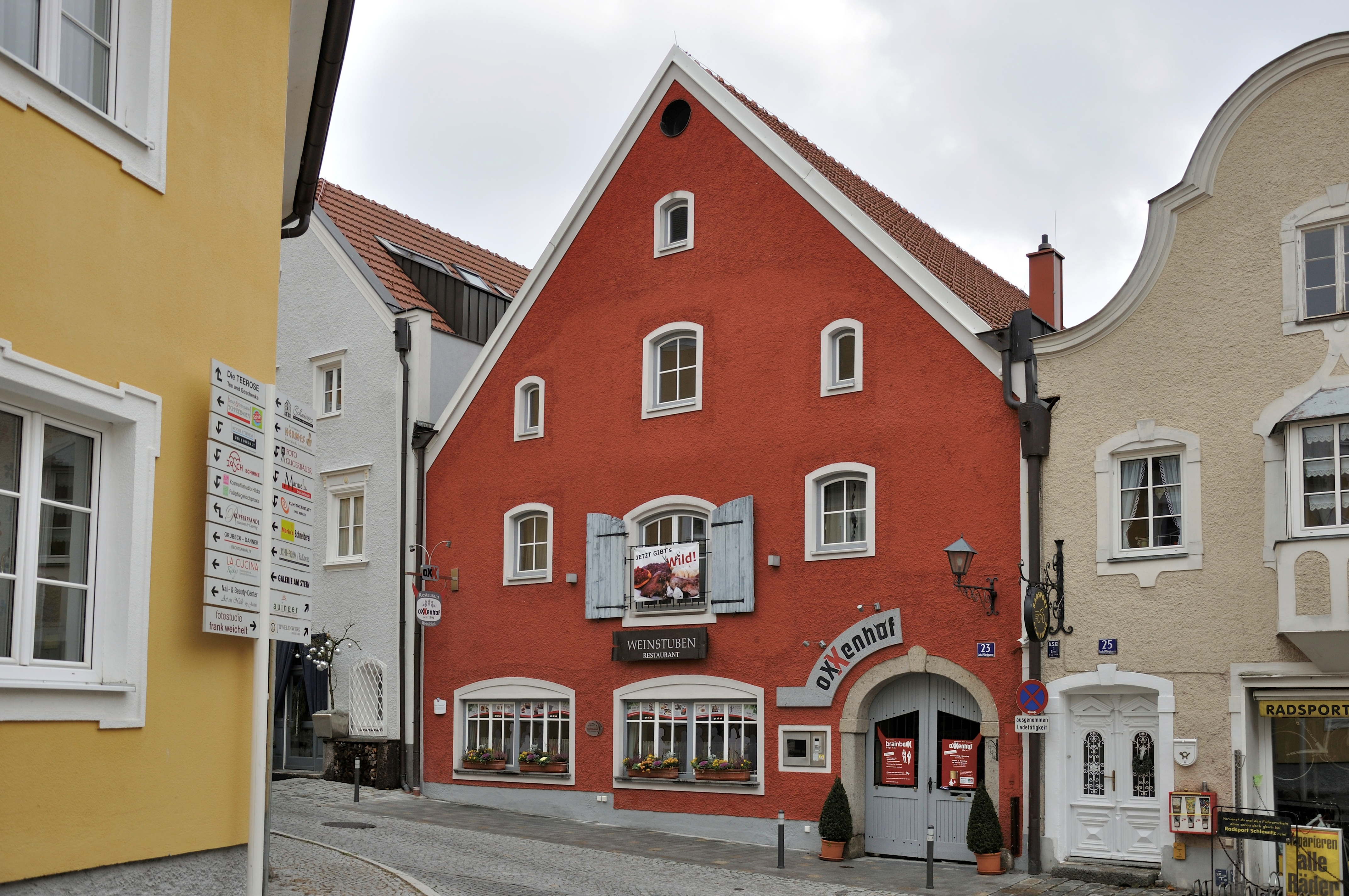
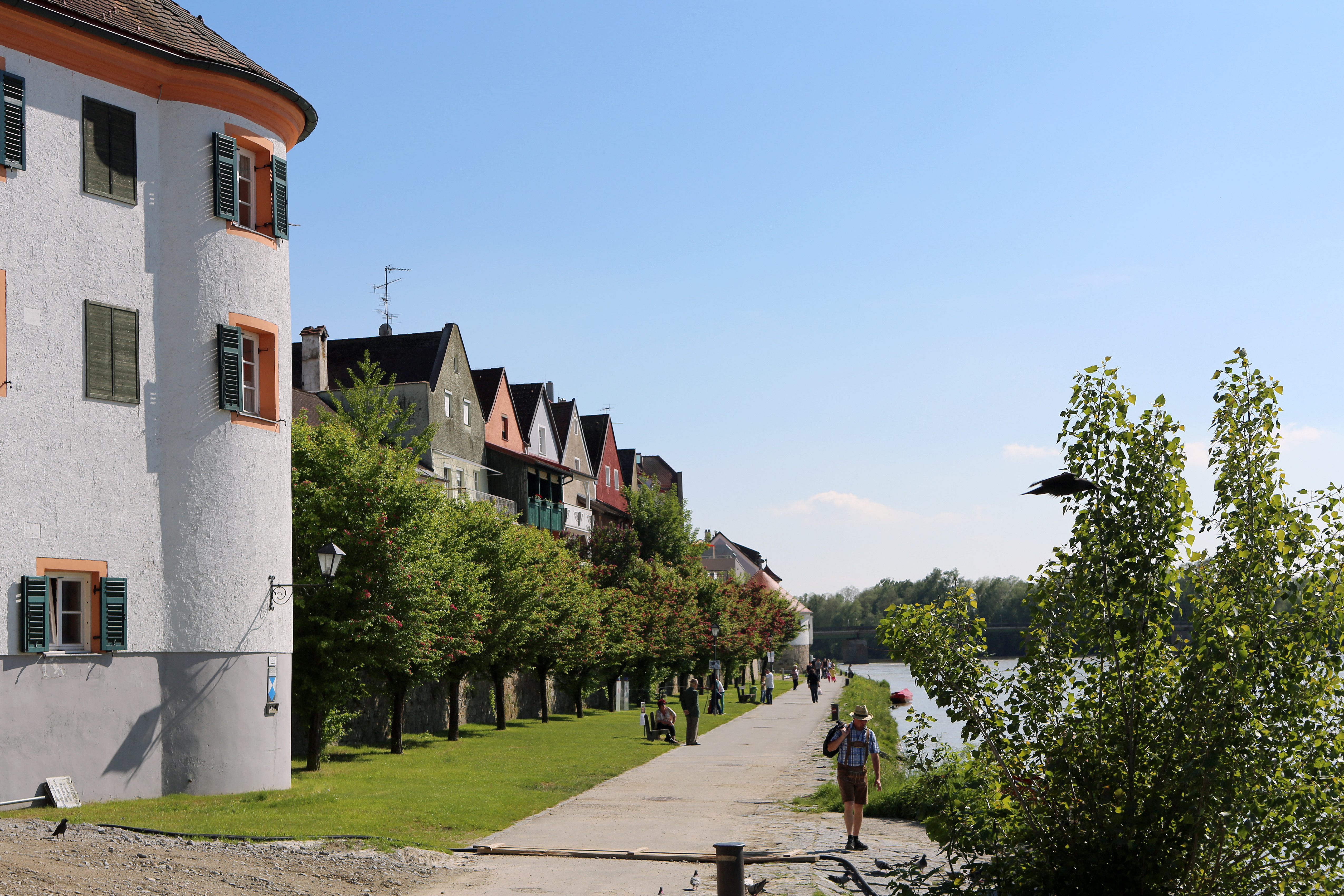
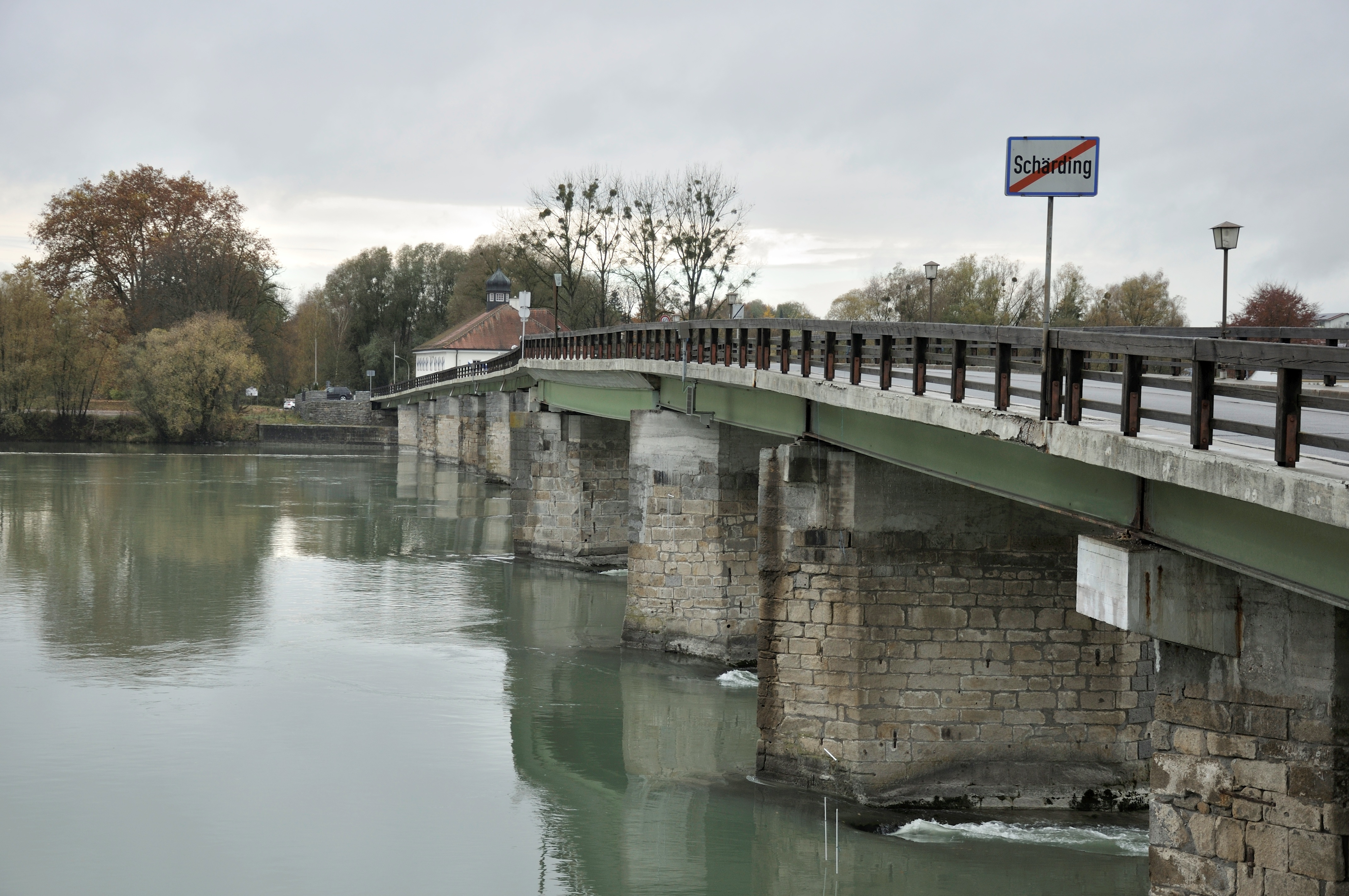